# Mao Kobayashi (actriz)
Mao Kobayashi (小林 麻央 Kobayashi Mao?) (Ojiya, 1982- 22 de junio de 2017) fue una presentadora y actriz japonesa freelance. También fue una de las reporteras del clima de Fuji TV.

## Trayectoria
Kobayashi nació en 1982 en Ojiya, Niigata. Fue la menor de dos hermanas. Su familia se mudó siete veces entre Saitama, ciudad en la prefectura de Saitama y Nishinomiya, en la prefectura de Hyōgo antes de establecerse en Arakawa, Tokio, cuando ella estaba en la escuela secundaria. Su hermana es la presentadora Maya Kobayashi (n. 1979).
Kobayashi asistió a la escuela secundaria superior Kokugakuin. En 2005 se graduó del Departamento de Psicología de la Universidad Sofía de Tokio.
Mientras estaba en la universidad, destacó por aparecer en el programa de entrevistas Koi no kara Sawagi de Nippon TV. Desde octubre de 2003 hasta septiembre de 2006, Kobayashi trabajó como pronosticadora del tiempo para Mezamashi Saturday de Fuji TV. Fue nombrada conductora de un segmento en Junk Sports de Fuji TV en abril de 2004. En octubre de 2006, Kobayashi se convirtió en presentadora del programa News Zero de Nippon TV.
En junio de 2004, Kobayashi hizo su debut actoral como asistente de vuelo en el drama televisivo de Fuji TV, Division 1: Pink Hip Girl.
Durante una entrevista para News Zero, conoció al actor de kabuki Ichikawa Ebizō XI. El 19 de noviembre de 2009, anunciaron que estaban saliendo con la intención de casarse y que se comprometerían formalmente en diciembre de 2009.  Tras casarse, Kobayashi se retiró de la televisión para enfocarse en formar una familia. Dio a luz a su primera hija, Reika, el 25 de julio de 2011. El 22 de marzo de 2013, dio a luz por segunda vez, a su hijo, Kangen.
Kobayashi fue diagnosticada con cáncer de mama en octubre de 2014, pero mantuvo su enfermedad en secreto. El 9 de junio de 2016, su marido anunció su estado en una conferencia de prensa después de que el tabloide Sports Hochi publicara en primera plana una primicia sobre la terrible situación de Kobayashi. Creó un blog titulado “Kokoro” donde escribía cómo afrontaba su enfermedad. Se convirtió en uno de los blogs más populares de Japón.
Kobayashi murió a consecuencia del cáncer el 22 de junio de 2017.

## Reconocimientos
En noviembre de 2016, la BBC anunció que ella formaba parte de las 100 Mujeres de la BBC, una lista de mujeres inspiradoras e influyentes que se realiza cada año desde el 2013.

## Filmografía

### Películas
- Tokyo friends: the movie (2006)
- Captain (2007)
- Mari to koinu no monogatari (2007)

### Televisión
- Division 1: Pink Hip Girl (Fuji TV, 2004) - Emi Saeki
- Tokyo friends (Fuji TV, 2005) - Maki Abiko
- Slow dance (2005) - Ayumi Hirose
- Unfair (Fuji TV, 2006) – Rieko Matsumoto
- Happy! (TBS, 2006) – Choko Ryugasaki
- Oishii propose (TBS, 2006) - Saori Shimazaki
- Taiyou no Uta (TBS, 2006) – Yuuko Miura
- Happy! 2 (TBS, 2006) – Choko Ryugasaki